# Leichtathletik-Länderkampf der Frauen 1964 Polen – BR Deutschland
| 6. Leichtathletik-Länderkampf mit bundesdeutscher Beteiligung 1964 | 6. Leichtathletik-Länderkampf mit bundesdeutscher Beteiligung 1964 |
| ------------------------------------------------------------------ | ------------------------------------------------------------------ |
|                                                                    |                                                                    |
| Ländervergleich der Frauen: Polen – BR Deutschland                 |                                                                    |
| Austragungsort                                                     | Łódź                                                               |
| Wettbewerbe                                                        | 12                                                                 |
| Datum                                                              | 13. September 1964                                                 |
| 1. GER 2. POL                                                      | 66 Punkte 62 Punkte                                                |
| Chronik                                                            |                                                                    |
| ← FRG-POL (M)                                                      | FRG-SUI (M) →                                                      |

Im sechsten Vergleich des Länderkampfjahres 1964 traten die deutschen Frauen zu ihrem ersten und einzigen Länderkampf der laufenden Saison an. Am 13. September trafen sie im polnischen Łódź zum siebten Mal auf Polen. Die ersten drei Disziplinen des Fünfkampfs fanden vorgezogen bereits am 12. September statt. Zuvor hatte es vier bundesdeutsche Siege, ein Unentschieden und zwei polnische Erfolge gegeben. Auch die Männer trugen parallel in Köln eine Begegnung mit diesem Gegner aus.

## Wettbewerbe und Modus
Neben den bei Frauenländerkämpfen üblichen elf Wettbewerben wurde ein Fünfkampf ausgetragen. Diese Disziplin wurde für die Frauen wie auch der 400-Meter-Lauf erst 1964 in den Katalog der Olympischen Spiele aufgenommen. Damit waren sämtliche damals olympischen Frauenwettbewerbe erfasst. Die Wertung erfolgte in allen Disziplinen nach dem Standardsystem.

## Ergebnis
Es wurde wieder einmal sehr eng im Aufeinandertreffen der bundesdeutschen und polnischen Frauen. Mit vier Siegen bei einem Doppelerfolg dominierten die Polinnen den Bereich Lauf deutlich. Die bundesdeutschen Leichtathletinnen kamen hier nur zu einem Sieg, bei dem sie zusätzlich die Plätze eins und zwei belegten. Die Staffel ging ebenfalls an Polen. Die Sprungdisziplinen waren fast ausgeglichen, den Weitsprung gewann die Bundesrepublik Deutschland, den Hochsprung Polen, diesen allerdings mit einem Doppelerfolg. Die drei Wurf- und Stoßwettbewerbe dagegen entschieden die bundesdeutschen Sportlerinnen für sich, zwei davon mit Doppelerfolgen. Schließlich lagen auch die bundesdeutschen Fünfkämpferinnen auf den Rängen eins und zwei vor ihren polnischen Konkurrentinnen. In der Gesamtwertung führte das zu einem knappen bundesdeutschen Sieg mit 66 zu 62 Punkten.

## Resultate

### 100 m
| Platz | Athletin          | Land | Zeit (s) |
| ----- | ----------------- | ---- | -------- |
| 1     | Ewa Kłobukowska   | POL  | 11,3     |
| 2     | Renate Meyer      | GER  | 11,4     |
| 3     | Halina Górecka    | POL  | 11,5     |
| 4     | Martha Pensberger | GER  | 11,6     |

### 200 m
| Platz | Athletin           | Land | Zeit (s) |
| ----- | ------------------ | ---- | -------- |
| 1     | Halina Górecka     | POL  | 23,6     |
| 2     | Irena Kirszenstein | POL  | 23,7     |
| 3     | Jutta Heine        | GER  | 23,9     |
| 4     | Kirsten Roggenkamp | GER  | 24,0     |

### 400 m
| Platz | Athletin          | Land | Zeit (s) |
| ----- | ----------------- | ---- | -------- |
| 1     | Celina Gerwin     | POL  | 55,7     |
| 2     | Margarete Buscher | GER  | 56,2     |
| 3     | Erna Maisack      | GER  | 57,7     |
| 4     | Maria Mróz        | POL  | 57,8     |

### 800 m
| Platz | Athletin            | Land | Zeit (min) |
| ----- | ------------------- | ---- | ---------- |
| 1     | Antje Gleichfeld    | GER  | 2:08,9     |
| 2     | Anita Wörner        | GER  | 2:08,9     |
| 3     | Krystyna Nowakowska | POL  | 2:10,1     |
| 4     | Henryka Jóźwik      | POL  | 2:12,7     |

### 80 m Hürden
| Platz | Athletin         | Land | Zeit (s) |
| ----- | ---------------- | ---- | -------- |
| 1     | Teresa Ciepły    | POL  | 10,7     |
| 2     | Zenta Kopp       | GER  | 10,7     |
| 3     | Maria Piątkowska | POL  | 10,8     |
| 4     | Inge Schell      | GER  | 11,0     |

### 4 × 100 m Staffel
| Platz | Besetzung      | Land                                                                | Zeit (s) |
| ----- | -------------- | ------------------------------------------------------------------- | -------- |
| 1     | Polen          | Maria Piątkowska Irena Kirszenstein Elżbieta Szyroka Halina Górecka | 44,2     |
| 2     | BR Deutschland | Renate Meyer Erika Pollmann Martha Pensberger Jutta Heine           | 44,5     |

### Hochsprung
| Platz | Athletin              | Land | Höhe (m) |
| ----- | --------------------- | ---- | -------- |
| 1     | Jarosława Bieda       | POL  | 1,70     |
| 2     | Maria Jasińska        | POL  | 1,63     |
| 3     | Ilia Hans             | GER  | 1,63     |
| 4     | Marlene Schmitz-Portz | GER  | 1,60     |

### Weitsprung
| Platz | Athletin             | Land | Weite (m) |
| ----- | -------------------- | ---- | --------- |
| 1     | Helga Hoffmann       | GER  | 6,45      |
| 2     | Irena Kirszenstein   | POL  | 6,30      |
| 3     | Ingrid Becker        | GER  | 6,27      |
| 4     | Mirosława Sałacińska | POL  | 5,81      |

### Kugelstoßen
| Platz | Athletin           | Land | Weite (m) |
| ----- | ------------------ | ---- | --------- |
| 1     | Marlene Klein      | GER  | 15,15     |
| 2     | Liesel Westermann  | GER  | 14,87     |
| 3     | Kazimiera Rykowska | POL  | 12,90     |
| 4     | Zyta Mojek         | POL  | 12,21     |

### Diskuswurf
| Platz | Athletin           | Land | Weite (m) |
| ----- | ------------------ | ---- | --------- |
| 1     | Kriemhild Limberg  | GER  | 52,43     |
| 2     | Zyta Mojek         | POL  | 49,40     |
| 3     | Kazimiera Rykowska | POL  | 48,82     |
| 4     | Gertrud Schäfer    | GER  | 46,38     |

### Speerwurf
| Platz | Athletin           | Land | Weite (m) |
| ----- | ------------------ | ---- | --------- |
| 1     | Anneliese Gerhards | GER  | 53,96     |
| 2     | Ameli Koloska      | GER  | 51,29     |
| 3     | Daniela Tarkowska  | POL  | 48,19     |
| 4     | Lucyna Krawcewicz  | POL  | 47,91     |

### Fünfkampf
| Platz                  | Name               | Nation | Punkte | 80 m Hürden | Kugel- stoßen | Hoch- sprung | Weit- sprung | 200 m  |
| ---------------------- | ------------------ | ------ | ------ | ----------- | ------------- | ------------ | ------------ | ------ |
| 1                      | Hannelore Keydel   | GER    | 4675   | 11,5 s      | 14,15 m       | 1,54 m       | 5,64 m       | 25,0 s |
| 2                      | Maria Haas         | GER    | 4512   | 11,6 s      | 12,32 m       | 1,57 m       | 5,60 m       | 25,6 s |
| 3                      | Halina Krzyżańska  | POL    | 4483   | 11,2 s      | 10,71 m       | 1,51 m       | 5,85 m       | 25,3 s |
| 4                      | Danuta Straszyńska | POL    | 3894   | 11,4 s      | 09,99 m       | 1,25 m       | 4,77 m       | 24,5 s |
| außerhalb der Wertung: | Erika Müller       | GER    | 4082   |             |               |              |              |        |
| außerhalb der Wertung: | Irena Woldańska    | POL    | 3773   |             |               |              |              |        |

12. September: 80-Meter-Hürdenlauf / Kugelstoßen / Hochsprung
13. September: Weitsprung / 200-Meter-Lauf